# Nationalpark Gunung Halimun
Der Nationalpark Gunung Halimun ist ein 400 km² großer Nationalpark Indonesiens, gelegen in der Provinz Westjava auf Java. Im Zentrum des 1992 gegründeten Parks sind die zwei Vulkane Salak und Halimun. Der Park liegt nahe dem bekannteren Nationalpark Gunung Gede-Pangrango, aber der Nationalpark ist am besten von Sukabumi erreichbar.
Der Park stellt ein wichtiges Wasserauffanggebiet dar und beherbergt einige seltene Tierarten.

## Topographie
Die Gipfel erreichen eine Höhe von 1.929 Metern und sind oft in Nebel gehüllt.

## Ökologie
Der Park ist eine Vereinigung zweier wichtiger Ökosystemen um die Berge Halimun und Salak, welche durch einen 11-Kilometer Waldkorridor verbunden sind.

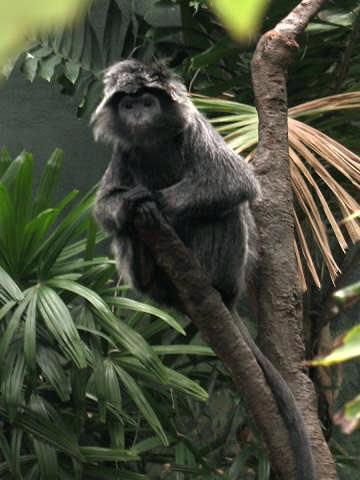
Der Park ist einer der letzten Rückzugsgebiete des Schwarzen Haubenlangurs

Die unteren Zonen beherbergen Populationen des bedrohten Westjava Gibbons (Hylobates moloch moloch) – eine Unterart des Silbergibbon. Der Berg Halimun ist ihr bestgeschütztes Habitat, aber ihr Gebiet ist auf einen dünnen Ring um den Park begrenzt, da die Art nicht über 1.200 Meter Höhe gefunden wird. Der Park beherbergt Schwarzer Haubenlangur (Trachypithecus auratus) und andere endemische Arten; die Hälfte der 145 im Park vorkommenden Vogelarten haben hier ihr Hauptvorkommensgebiet auf Java.
Chevron Pacific Indonesia ist daran beteiligt einige Regionen des Parks wiederherzustellen.

## Menschliche Besiedlung
Die Kasepuhan sind eine ethnische Gruppe von 5.300 Menschen, die im südlichen Teil des Parks leben. Ihr Hauptdorf ist Ciptagelar.